# Blåbjerg Klit
 For alternative betydninger, se Blåbjerg (flertydig). (Se også artikler, som begynder med Blåbjerg)
Blåbjerg Klit er med ca. 64 m Danmarks højeste klit. Den ligger i den sydlige del af Blåbjerg Klitplantage i Sydvestjylland. Blåbjerg blev tidligere brugt som sømærke, da det ses meget tydeligt fra havet. Der er en imponerende udsigt fra toppen, og det skulle efter sigende være muligt at se 40 kirketårne i klart vejr. Mod syd ses Henne Strand og mod nord Tipperne og Ringkøbing Fjord. Mod sydøst ses Fiilsø og Henne Kirke.
På toppen af Blåbjerg er rejst en stor mindesten i bornholmsk granit. Stenen blev rejst i 1908 til minde om Thyge de Thygeson, der levede 1806-1905, og som i perioden 1861-1899 ledede beplantningen af Blåbjerg Klitplantage. Stenen blev sejlet fra Bornholm til Esbjerg og derfra fragtet med hestevogn til sin nuværende plads.
Ved Blåbjerg Klitplantage lå Hjortehuset der under 2.verdenskrig rummede en tysk baraklejr.
- Postament på Blåbjerg